# Apollónios z Rhodu
Apollónios z Rhodu, řecky Απολλώνιος (270 př. n. l.? – po r. 245 př. n. l.), byl antický řecký básník helénistického období. Působil v knihovně v Alexandrii a později na Rhodu. Je znám epickou básní Argonautika, vyprávějící příběh Iásóna a Argonautů a cestě za Zlatým rounem.

## Život
Narodil se v Alexandrii za vlády Ptolemaia II. Vstoupil do Alexandrijského Múseia, kde se stal žákem Kallimacha z Kyrény, básníka a správce knihovny. Rozdíl v jejich básnickém zaměření (Kallimachos se soustředil na krátké epigramy a elegie, kdežto Apollónia zajímala tvorba epická), vedl k dlouhotrvající roztržce mezi oběma básníky. Vzájemný antagonismus se promítl i do jejich díla.
Při svém prvním pobytu v Alexandrii započal práci na svém stěžejním díle Argonautica. Jeho raná podoba však nebyla dobře přijata Kallimachem a jeho obdivovateli. Apollónios proto opustil Alexandrii a odešel na ostrov Rhodos, kde své dílo přepracoval. Právě na Rhodu získal uznání, což mu umožnilo vrátit se mezi lety 270–265 př. n. l. zpět do Alexandrie k mnohem uznávanějšímu společenství učenců a básníků. Z vděčnosti vůči městu, které jej přijalo za vlastního, změnil Apollónios svůj přídomek na „Rhodský“.
V Alexandrii jej Ptolemaios II. jmenoval na místo správce Múseia, kde se stal nástupcem Zenodótovým. Jako nejuznávanější učenec Alexandrie byl vybrán za dětského vychovatele Ptolemaia III. Ačkoliv některé prameny uvádějí, že zůstal v čele Alexandrijské knihovny do své smrtí, pravděpodobnější je, že se někdy v letech 246/245 př. n. l. svého úřadu vzdal a odstěhoval se zpět na Rhodos, kde zůstal až do své smrti. Potom, co odešel, Ptolemaios III. jmenoval na jeho místo Eratosthena z Kyrény.

## Dílo
Apollóniova Argonautika se v mnoha ohledech liší od řecké epiky reprezentované Homérem, ačkoliv z ní autor bezpochyby vycházel. Argonautika je mnohem kratší. Její čtyři knihy obsahují méně než 6 000 řádků, zatímco Illias jich obsahuje více než 15 000. V tomto ohledu byl možná Apollónios ovlivněn Kallimachovou stručností, nebo Aristotelovým požadavkem na kratší díla, která je možno vyslechnout během jednoho sezení, čemuž Argonautika vyhovuje.
Dílo se od starých eposů liší též v postavě Iásóna, který je slabší a lidštější, než postavy ve starých eposech. Také etika postav se více blíží lokálním normám helénistické reality, což platí i o mnoha dalších obsažených tématech oblíbených v helénistickém básnictví. Apollónios si také vybral méně šokující verzi mýtu, když například Médeia pouze přihlíží Apsyrtovu zavraždění, namísto aby jej zabila sama. Bohové jsou relativně odtažití a do děje většinou nezasahují. To odpovídá helénistickému trendu racionalizace alegorizace náboženství. Témata lásky mezi mužem a ženou (Iásón) jsou zpracována do větší hloubky, než homosexuální vztahy (Hyla a Hérakla), což odpovídá dalšímu z trendů helénistické literatury. Mnozí kritici hodnotí téma lásky mezi Iásónem a Médeiou ve třetí knize jako nejlépe napsanou a pozoruhodnou část eposu.
Názory na velikost tohoto díla se liší. Zatímco Longinus a Quintilianus je hodnotí jako průměrné, mnozí jiní římští básníci, kteří se nechali Apollóniovým dílem ovlivnit, je hodnotí podstatně výše.